# Sabrina Mayfield
Sabrina Mayfield (* in Hollywood, Los Angeles) ist eine US-amerikanische Schauspielerin.

## Leben
Sabrina Mayfield ist die Schwiegertochter von Julian Mayfield.
Sie begann 2006 mit dem Filmschauspiel. Ihre ersten drei Filmrollen hatte sie in Kurzfilmen. 2011 folgte eine Besetzung in einer Episode der Fernsehserie The Glades, im gleichen Jahr war sie auch im Spielfilm Phoenix Falling zu sehen. Eine wiederkehrende Rolle hatte sie in der Fernsehserie Vampire Diaries, wo sie Diane Freeman verkörperte. 2013 wirkte sie an der Seite von Mark Wahlberg und Dwayne Johnson im Spielfilm Pain & Gain mit. Auffallend ist, dass sie in drei Filmrollen eine Krankenschwester darstellte (The Halls of Jacob, Pain & Gain und Please Hold).

## Filmografie
- 2006: The Halls of Jacob (Kurzfilm)
- 2007: Interconnected (Kurzfilm)
- 2007: Three Days to Vegas (Kurzfilm)
- 2011: The Glades (Fernsehserie, Episode 2x12)
- 2011: Phoenix Falling
- 2012: Woman Thou Art Loosed: On the 7th Day
- 2013: Pain & Gain
- 2013: Graceland (Fernsehserie, Episode 1x09)
- 2013–2014: Vampire Diaries (The Vampire Diaries) (Fernsehserie, 3 Episoden)
- 2016: Sophie and the Rising Sun
- 2016: Please Hold (Kurzfilm)